# Аддамс, Чарльз
Чарльз Сэ́мюэл А́ддамс (англ. Charles Samuel Addams; 7 января 1912[…], Уэстфилд, Нью-Джерси — 29 сентября 1988[…], Хеллс Китчен, Нью-Йорк) — американский художник-карикатурист. Создатель персонажей Семейки Аддамс.

## Биография
Чарльз Сэмьюэл Аддамс родился 7 января 1912 года в Уэстфилде (Нью-Джерси). Детство провёл на Саммит-авеню, затем семья постоянно переезжала, но в 1920 году семья Аддамс остановилась надолго на Улице Вязов в доме, построенном в стиле викторианской эпохи, до 1947 года. Будучи обычным ребёнком, Чарльз, как и его сверстники, боялся всего того, чем дети пугают друг друга: кладбищ, мертвецов, призраков и так далее. Чтобы доказать свою храбрость, Аддамс часто посещал Пресвитерианское кладбище на Маунтайн-авеню. Ходили слухи, что Чарльз как-то даже залез в соседский дом на Дадли-авеню, где был задержан полицией. На втором этаже гаража позади дома полиция обнаружила сделанный мелом рисунок скелета. Эти художества принадлежали именно Чарльзу.
В средней школе Чарльз стал издавать журнал «Флюгер», в котором печатались его многочисленные комиксы. Когда он окончил школу, один год проучился в Университете Колгейт. Потом он перевёлся в Пенсильванский Университет, а позже окончил Центральную Школу Художественного Искусства в Нью-Йорке.
С 1933 по 1939 год Чарльз Аддамс нарисовал очень много комиксов для разных журналов, «Colliers» и «TV Guide», «Life», но его мечтой было работать в престижном издании «Нью-Йоркер». С 1935 года Чарльз стал присылать в редакцию свои комиксы, которые были оценены по достоинству и периодически появлялись в журнале. Самый первый комикс назывался «Я забыл свои коньки». В 1938 году в одном из выпусков «Нью-Йоркера» появился комикс. На нём был изображен продавец пылесосов, пытающийся продать свой товар женщине, живущей в полуразрушенном заброшенном особняке. Позади неё на рисунке на лестнице стоит высокий парень и с безумным видом наблюдает за продавцом. Это был самый первый комикс о пока ещё безымянной даме, которая впоследствии получила имя Мортиша (от английского слова mortician — «владелец похоронного бюро, гробовщик»). Вполне вероятно, что парень на лестнице был предшественником Ларча. В 1940 году после цикла карикатур «Лыжник на скоростном спуске» Чарльза пригласили на постоянную работу в «Нью-Йоркер», мечта художника сбылась. Он работал в редакции журнала до конца своей жизни и нарисовал более 1 300 комиксов. Большинство из них были посвящены уже знакомой читателям издания странной семейке, которой Чарльз дал свою фамилию — Аддамс. Со временем к Мортише и Ларчу присоединился Гомес. Прошло несколько лет, прежде чем в комиксах появились все члены семейства, но клан «безумцев» постепенно увеличивался: например, в 1941 году состоялся «дебют» Маман. Со временем семья разрослась: Чарльз придумал Пагсли, Уэнздей, Дядю Фестера и Вещь, а также мириады родственников клана Аддамсов. Никто не мог объяснить, почему эта странная семейка обладает такой притягательностью, но подписчики издания с нетерпением ждали продолжения истории про «чокнутую семейку». 18 сентября 1964 года стартовал сериал «Семейка Аддамс». Как и большинство художников-карикатуристов, Чарльз Аддамс выпустил множество книг со своими комиксами: с ранних «Drawn and Quartered» в 1942 году до «The World of Charles Addams» в 1991 году.
Награды, полученные Чарльзом: «Yale Humor» и «Mystery Writers Guild».
28 сентября 1988 года Чарльз Аддамс вышел из дома и сел в одну из своих машин. Чарльз почувствовал себя плохо — сильно заболело сердце. Художник умер от инфаркта миокарда.

## Карикатуры, книги и комиксы про Аддамсов
| Drawn and Quartered (1942) первая антология рисунков   |
| Addams and Evil (1947) вторая антология рисунков       |
| Monster Rally (1950) третья антология рисунков         |
| Homebodies (книга) (1954) четвёртая антология рисунков |
| Nightcrawlers (1957) пятая антология рисунков          |
| Dear Dead Days: A Family Album (1959) (книга)          |
| Black Maria (1960) шестая антология рисунков           |
| Drawn and Quartered (1962)                             |
| The Groaning Board (1964) седьмая антология рисунков   |
| The Chas Addams Mother Goose (1967) (книга)            |
| My Crowd (1970) восьмая антология рисунков             |
| Favorite Haunts (1976) девятая антология рисунков      |
| Creature Comforts (1981) десятая антология рисунков    |
| The Addams Family: An Evilution (2010) (книга)         |